# Yvon Petra
Yvon Petra (Ho Chi Minhstad, 8 maart 1916 – Parijs, 12 september 1984) was een Frans tennisspeler die Wimbledon 1946 won. Hij won de finale van Geoffrey Brown in vijf sets.
In 2016 werd Yvon Petra opgenomen in de internationale Tennis Hall of Fame.